# Пиатра (Чофранђени)
Пиатра (рум. Piatra) насеље је у Румунији у округу Арђеш у општини Чофранђени. Oпштина се налази на надморској висини од 506 m.

## Становништво
Према подацима из 2002. године у насељу је живело 192 становника, од којих су сви румунске националности.